# Sszaudzsa küsina
A Sszaudzsa küsina (hangul: 싸우자 귀신아 , RR: Ssauja Gwisina), angol címén Bring it on, Ghost, egy dél-koreai televíziós sorozat, melynek főszereplője Ok Thegjon (Ok Taek-yeon), Kim Szohjon (Kim So-hyeon) és Kvon Jul (Kwon Yul).  Az azonos nevű webtoon adaptációja, amelyet a Naver-en adtak ki 2007 és 2010 között.  A sorozatot a TVN kábelhálózatán sugározták hétfőn és kedden, 23:00 órakor (KST), 16 epizód készült el 2016. július 11-től augusztus 30-ig. A sorozat 2016-ba a 9. legnézettebb kábeladón vetített dráma volt.

## Összegzés
Park Bong-pal (Ok Thegjon (Ok Taek-yeon)) azzal a képességgel nőtt fel, hogy látja a szellemeket. Képességét arra használja, hogy szelleműzőként dolgozzon, és elűzi a szellemeket, hogy elég pénzt szerezzen egy olyan eljárás elvégzéséhez, amely során megszűnik a képessége. Egy kísértetjárta középiskolában találkozik Kim Hyun-ji-val (Kim Szohjon (Kim So-hyeon)), egy elveszett középiskolás diákkal, aki egy közlekedési baleset miatt vándorló szellemé vált. Hyun-ji úgy véli, hogy Bong-pal felfedheti azt, hogy ő miért szellem. Annak érdekében, hogy megszabaduljon a végtelen földi vándorlástól és fel tudjon lépni a következő életre, Hyun-ji meggyőzi Bong-palt, hogy költözzenek össze, és a ketten szellemüldöző partnerekké válnak. 
Hyun-ji-val Bong-pal rájön, hogy még erősebb szellemekkel is képes harcolni, és megtudja, hogy nem minden szellem rosszindulatú. Együtt dolgozva és együtt élve, Bong-pal, aki hosszú ideje magányos volt, beleszeret Hyun-ji-be, aki viszonozza érzéseit. De nem tudják, hogy egy gonosz szellem követi őket, aki az oka Hyun-ji balesetének, és az oka annak, hogy Bong-pal látja a szellemeket. 

## Szereplők

### Főszereplők
- Ok Thegjon (Ok Taek-yeon) mint Park Bong-pal [6] [7]
  - Lee Seung-woo mint fiatal Bong-pal

A sorozat férfi főszereplője. Bong-pal egy 23 éves, másodéves közgazdaságtan hallgató és egy szelleműző örökbefogadott fia. Látja a szellemeket és interakcióba léphet velük, akiket arra késztet, hogy hagyjanak fel kísértetjárárásukkal. Képessége miatt kerüli az embereket, és mindig magányos volt, mielőtt találkozott és beleszeretett Hyun-ji-ba. 
- Kim Szohjon (Kim So-hyeon) mint Kim Hyun-ji [8] [9]

A sorozat női főszereplője. Egy középiskolás diák, aki 19 évesen egy autóbaleset után kómába kerül, és ezután öt éven át vándorló szellemként járja a földet. Mivel nincs emléke a múltjáról, nem tud továbblépni. Amikor felfedezi, hogy Bong-pal kiderítheti múltjának titkait, összeköltözik vele és szellemüldöző partnerekké válnak. Ő látja, hogy hogyan ölték meg a szellemekké vált embereket, így tud Bong-palnak segíteni elűzni őket. Együtt élve és harcolva beleszeret Bong-palba. 
- Kvon Jul (Kwon Yul) mint Joo Hye-sung [10]
  - Jang Ho-joon mint fiatal Hye-sung

A sorozat fő antagonistája. 31 éves korában ő a legfiatalabb állategészségügyi professzor Bong-pal egyetemén. Egy rendkívül erős gonosz szellem bábuként irányítja,és szinte lehetetlen felismerni a kettő közötti különbséget. Később kiderült, hogy sorozatgyilkos volt, aki évek óta sok ártatlan életet oltott ki erejével, és majdnem megölte Hyun-ji-t, mert megkísérelte feltárni a terveit. Mielőtt megszállta volna Hye-sung-ot, a szellem megpróbálta megszállni a fiatal Bong-pal-t, és bent maradt a szellem egy töredéke Bong-pal-ban, és emiatt lát szellemeket. Hye-sung egy rituális fegyvertől félve amely elpusztíthatja őt, és a szellemet, amely megszállta őt, évek óta követi Bong-palt, és ő volt a felelős szülei haláláért. 

### Támogató szereplők

#### Az emberek Bong-pal körül
- Kim Szangho (Kim Sang-ho) mint Myung-cheol szerzetes  [11]

Egy 55 éves buddhista szerzetes, Bong-pal lelki védelmezője gyermekkora óta, és ő volt az aki segített a szellem kiűzésében, amely megpróbálta megszállni. 
- Kim Minszang (Kim Min-sang) mint Park Ji-hoon

Bong-pal apja, aki olyan rituális fegyverrel rendelkezik, amely elpusztíthatja a szellemet,és menekült a gonosz szellem elől Bong-pal középiskolai érettségije óta, amikor újra találkozott vele. Bong-pal azt gondolta, hogy apja elhagyta őt,  elidegenedett az apjától, és nem tudja, hogy megpróbálja megvédeni őt azáltal, hogy  távol tartja tőle a szellemet. 
- Son Unszo (Son Eun-seo) mint Hong Myung-hee

Bong-pal édesanyja, egy erős médium, megtagadta, hogy egy gonosz szellem megszállja fiát. A szellem bosszút állva  fekete ködként alakot öltött, és egy autó elé lökte, amely megölte. Bong-pal traumájának része az, hogy látja a temetésen és felemelkedését. 

#### Az emberek Hye-sung körül
- N / A, mint Joo Yong-man

Egy 53 éves férfi, ő Hye-sung mostohaapja. 
- Juk Mira (Yook Mi-ra) mint Kang Eui-sook

Egy 53 éves nő, ő Hye-sung mostohaanyja. 
- N / A, mint Yoo Jeong-tae

Egy 29 éves férfi, Hye-sung barátja. 

#### Szellemek
- I Dojon (Lee Do-yeon), mint Oh Kyung-ja

Egy 32 éves nő szelleme, Hye-sung egyik áldozata volt az életben. Hyun-ji barátja, mivel a két szellem együtt volt, szellemi formáját Hye-sung elpusztította, miután felfedte tervének egy részét. 
- Kang Gijong (Kang Ki-young) Choi Cheon-sang [12]

26 éves harmadéves testnevelés hallgató és a Ghost Net egyetemi szellemvadász klub elnöke. 
- I Daüsz (Lee David), mint Kim In-rang [13]

25 éves harmadéves Informatika hallgató, valamint a Ghost Net klub alelnöke. 
- Pek Szoi (Baek Seo-yi) mint Im Seo-yeon[14][15]

25 éves, negyedéves közgazdasági hallgató, Bong-pal szeretne vele járni. 

#### Egyéb
- Jun Szohjon (Yoon Seo-hyun) mint Yang nyomozó

Egy 46 éves férfi, a Mapo-i Rendőrség őrmestere a bűnügyi osztályon, akinek nagyon gyanús Hye-sung kapcsolódása több gyilkossági esethez.
- Csong Dzsiszun (Jung Ji-soon) mint Kim nyomozó

Egy 41 éves férfi, a Mapo-i Rendőrség bűnügyi osztályának rendőrfőnöke

### Különleges fellépő színészek
- Lee Se-young mint szellem (epizód 1)[16][17]
- Choi Hong-man mint szellem (epizód 1)[16]
- Shim Hyung-tak mint tanár (epizódok 1, 5, 16)[16]
- Woo Hyeon mint szellem (epizód 1)[16]
- Lee Jeong-eun mint a lakás női elnöke (epizód 2)
- Han Bo-reum mint Miz (epizód 3)
- Choi Dae-sung mint a szauna tulajdonosa (epizód 4)
- Goo Bon-im mint Myung-cheol szerzetes ismerőse (epizódok 5, 10, 11, 15)
- Park Hyun-sook mint Kim Eun-sung anyja (epizód 7)
- Kim Ji-young mint Kim In-rang nagyanyja (epizód 7)
- Choi Ji-na mint Seo Jeong-geum – 48 éves, Hyun-ji anyja (epizódok 7, 11)
- Park Choong-seon mint Nemzeti Bűnügyi Helyszínelők kórboncnoka (epizódok 7, 10)
- Jin Yi-han mint Hyun-min (epizódok 9, 10)
- Lee Soo-kyung mint Shin Soo-kyung (epizódok 9, 10)
- Yoon Bong-gil mint a klubegyesület titkára (epizód 10)
- Kim Hee-won mint nyomozó (epizód 12)
- Seo Hyun-jin mint áruházi eladó (epizód 13)
- Kwon Hyuk-soo mint ügyfél (epizód 16)
- Yoon Doo-joon mint Goo Dae-young (epizód 16)
- Kim Hyun-sook mint sámán (epizód 16)

## Gyártás
2016 márciusában a tvN bejelentette, hogy adaptálják és elkészítik Im In-soo Hey Ghost, Let's Fight népszerű 2007-2010-es manhwa-jának dráma változatát, ugyanazon a címen. Kim So-hyun ügynöksége április 27-én megerősítette, hogy csatlakozik a drámához Ok Taec-yeon férfi főszereplővel és Kwon Yul május 4-i csatlakozásával.
Az első forgatókönyv-olvasást 2016. május 18-án tartották a CJ E&M Központban, Sangam-dongban (Szöul, Dél-Korea). Az 1. rész 2016. július 11-én került sugárzásra a tvN csatornán. 

## Epizódok
| #   | Cím        | Premier                |
| --- | ---------- | ---------------------- |
| 1.  | Episode 1  | 2016. július 11. (TVN) |
| 2.  | Episode 2  | 2016. július 11. (TVN) |
| 3.  | Episode 3  | 2016. július 11. (TVN) |
| 4.  | Episode 4  | 2016. július 11. (TVN) |
| 5.  | Episode 5  | 2016. július 11. (TVN) |
| 6.  | Episode 6  | 2016. július 11. (TVN) |
| 7.  | Episode 7  | 2016. július 11. (TVN) |
| 8.  | Episode 8  | 2016. július 11. (TVN) |
| 9.  | Episode 9  | 2016. július 11. (TVN) |
| 10. | Episode 10 | 2016. július 11. (TVN) |
| 11. | Episode 11 | 2016. július 11. (TVN) |
| 12. | Episode 12 | 2016. július 11. (TVN) |
| 13. | Episode 13 | 2016. július 11. (TVN) |
| 14. | Episode 14 | 2016. július 11. (TVN) |
| 15. | Episode 15 | 2016. július 11. (TVN) |
| 16. | Episode 16 | 2016. július 11. (TVN) |

## Értékelések
Ebben a táblázatban a kék számok a legalacsonyabb, a piros számok pedig a legmagasabbat jelentik. 
| Ep.   | Az eredeti sugárzás dátuma | Átlagos közönségi eloszlási arány | Átlagos közönségi eloszlási arány | Átlagos közönségi eloszlási arány |
| Ep.   | Az eredeti sugárzás dátuma | AGB Nielsen                       | AGB Nielsen                       | TNmS                              |
| Ep.   | Az eredeti sugárzás dátuma | Országos                          | Szöul                             | Országos                          |
| ----- | -------------------------- | --------------------------------- | --------------------------------- | --------------------------------- |
| 1     | 2016. július 11.           | 4.055%                            | 5.228%                            | 3,6%                              |
| 2     | 2016. július 12.           | 4,063%                            | 4,473%                            | 4,2%                              |
| 3     | 2016. július 18.           | 3,515%                            | 4,237%                            | 3,4%                              |
| 4     | 2016. július 19.           | 3,866%                            | 3,937%                            | 3,7%                              |
| 5     | 2016. július 25.           | 3,493%                            | 3,559%                            | 3,0%                              |
| 6     | 2016. július 26.           | 3,379%                            | 4,143%                            | 4,2%                              |
| 7     | 2016. augusztus 1.         | 2,393%                            | 2.122%                            | 3,6%                              |
| 8     | 2016. augusztus 2.         | 3,668%                            | 3,555%                            | 5,1%                              |
| 9     | 2016. augusztus 8.         | 2,848%                            | 3.100%                            | 3,4%                              |
| 10    | 2016. augusztus 9.         | 3.630%                            | 4,202%                            | 4,3%                              |
| 11    | 2016. augusztus 15.        | 3,029%                            | 3,883%                            | 3,6%                              |
| 12    | 2016. augusztus 16.        | 3,178%                            | 3.800%                            | 3,7%                              |
| 13    | 2016. augusztus 22.        | 2.135%                            | 1.824%                            | 2.3%                              |
| 14    | 2016. augusztus 23.        | 3,492%                            | 3,893%                            | 4,1%                              |
| 15    | 2016. augusztus 29.        | 3,247%                            | 4.092%                            | 3,3%                              |
| 16    | 2016. augusztus 30.        | 4.311%                            | 4,755%                            | 5.3%                              |
| Átlag | Átlag                      | 3.394%                            | 3.800%                            | 3.8%                              |

- Ez a dráma kábelcsatornákon / fizetős téveadókon volt sugározva, amiknek természetüknél fogva kevesebb közönségük van mint a szabadelérésű tévéadóknak / köztévéadóknak (KBS, SBS, MBC és EBS).

## Nemzetközi adások
- Algéria: A DTV-n 2016. augusztus 13-ával kezdődően, mindennap péntek kivételével, 18:00 (AST), arab felirattal. [23]
- Malajzia: A 8TV-n sugározták 2016. augusztus 25-től kezdődően, csütörtökön és pénteken, 21: 30-kor (MST).
- Fülöp-szigetek: A GMA Network-ön sugározták 2017. szeptember 18-tól kezdődően, Hey Ghost, Let 's Fight cím alatt.
- Thaiföld: A Channel 8-on sugározták, 2016. augusztus 25-tól kezdődően, szombaton és vasárnap 10:45-kor (THT). [24]
- Vietnam: A K+NS kábelhálózaton sugározták  2017. január 23-tól kezdődően hétfőn és kedden, 20:00 órakor (GMT + 7) [25] [26]
- Dél-Ázsiában a sorozat a tvN Asia csatornán Hey Ghost, Let 's Fight cím alatt, az eredeti sugárzástól számított 24 órán belül került sugárzásra.

## Adaptációk
2021 első felében a Let's Fight Ghost című, thaiföldi feldolgozást Thaiföldön a True Asian Series, és a True4U kínálatában sugározták, világszerte a Netflix kínálatában. A szereplők között van Suppapong Udomkaewkanjana és Patchanan Jiajirachote, a BNK48 együttes tagja.

## Fordítás
- Ez a szócikk részben vagy egészben  a   Hey Ghost, Let's Fight című angol Wikipédia-szócikk ezen változatának fordításán alapul.  Az eredeti cikk szerkesztőit annak laptörténete sorolja fel. Ez a jelzés csupán a megfogalmazás eredetét és a szerzői jogokat jelzi, nem szolgál a cikkben szereplő információk forrásmegjelöléseként.